# Caudron C.800
Caudron C.800, znan tudi kot Epervier ("skobec")) je bil francosko dvosedežno šolsko jadralno letalo razvito v času 2. svetovne vojne. Zgradili so 315 letal, bil je glavno šolsko jadralno letalo francoskih letalskih klubov do 1960ih. C.800 ima visokonameščeno krilo, ki ga podpira palica. Krilo ima leseno podporno strukturo in je pokrito s tkanino. Trup je tipa monocoque in je pokrit z vezanim lesom. 

## Specifikacije(C.800)
Podatki iz The World's Sailplanes:Die Segelflugzeuge der Welt:Les Planeurs du Monde
Splošne značilnosti
- Posadka: 2
- Dolžina: 8,35 m (27 ft 5 in)
- Razpon kril: 16,0 m (52 ft 6 in)
- Višina: 2,36 m (7 ft 9 in)
- Površina kril: 22,0 m2 (237 sq ft)
- Vitkost: 11,6
- Aeroprofil: Göttingen 654 (koren), Göttingen 676 (konec)
- Teža praznega letala: 240 kg (529 lb)
- Bruto teža: 420 kg (926 lb)

Zmogljivost
- Neprekoračljiva hitrost: 170 km/h (106 mph; 92 kn)
- Največja hitrost v turbulentnem zraku: 85 km/h (52,8 mph; 45,9 kn)
- Hitrost v vleki: 90 km/h (55,9 mph; 48,6 kn)
- Hitrost padanja: 0,93 m/s (183 ft/min) pri 68 km/h (42,3 mph; 36,7 kn)
- Razmerje vzgon/upor: ~21 pri 78 km/h (48,5 mph; 42,1 kn)
- Obremenitev kril: 19,1 kg/m2 (3,9 lb/sq ft)